# Kvävefria extraktivämnen
Kvävefria extraktivämnen (NFE) är en beståndsdel i djurfoder som består av vattenlösliga kolhydrater, pektin och stärkelse samt den cellulosa, hemicellulosa och lignin som inte ingår i växttråd. Vid foderanalys är de kvävefria extraktivämnena vad som återstår efter att halten av råprotein, råfett, växttråd och aska-mineralämnen bestämts.